# Biljana Novović
Biljana Novović (Podgoritza, 12 de maio de 1988), nascida Pavićević, é uma ex-handebolista Montenegrina que conquistou a Liga dos Campeões da Europa de 2015 e o Campeonato Europeu de 2012. Participou dos Jogos Olímpicos de 2016.